# Schutjassen
Schutjassen is een op kruisjassen gelijkend kaartspel (en wordt dus gespeeld door twee paren spelers), maar is daarvan te onderscheiden doordat de kaarten 'geschut' mogen worden (schutten = tegenhouden). Dat wil zeggen dat op grond van het eigen spel en met behulp van de informatie die gedurende het spel is verkregen de (verdere) loop van het spel kan worden tegengehouden om de overwinning voor zich op te eisen. Kenmerkend is ook dat de winst van het spel en de gemelde roem aangegeven worden op een meestal zwarte plank (soms met 13 witte inkepingen) met behulp van krijt. Het spel kent een uitgebreid eigen idioom. De naam van het spel is afgeleid van schut (zie hierboven) en jas, een negentiende-eeuws woord voor troef boer.
Halverwege de jaren 2000 werd nog geschutjast in Friesland (aantoonbaar in: Drachten, Garijp, Friens, Gersloot, Goutum, Harlingen, Heerenveen, Irnsum, Makkum, Midlum, Opeinde, Rauwerd, Ter Idzard, Tjalleberd, Weidum, Witmarsum, Wolvega), Utrecht (Amersfoort, Cabauw, Soest en bij het St. Eloyen Gasthuis in de stad Utrecht), maar ook in Drenthe (Hoogeveen).

## Spelregels
De hier volgende spelregels komen uit het boekje Nieuwe Beschrijving der meest gebruikelijke Kaartspelen, in 1836 uitgegeven door H. Moolenijzer te Amsterdam. Deze oude spelregels zijn interessant om de veranderingen van het spel in de tijd te volgen.
Een hedendaagse versie van de spelregels kan gevonden worden op de website van het St. Eloyen Gasthuis in Utrecht (zie onder Externe links).
De spelregels in 1836:
§ 1.Dit is hetzelfde spel als het Kruis-Jassen, met dit onderscheid, dat eene van beide partijen, kans ziende om 100 te spelen, zulks verklaart met te zeggen: schut, of ik schut het. Zoodanig schut kan in den loop van het spel zoo wel gezegd worden als bij den aanvang.
§ 2.Indien de partij aan diegene, bij welk schut is gezegd, het schreefje of, zoo hij onder jan is, de twee schreefjes gewonnen heeft, worden die gewischt, even alsof er geen schut gezegd ware geweest. Maar, wanneer tegengespeeld wordt, tellen de schutters, indien zij het spel winnen, een schreefje meer dan gewoonlijk, namelijk, voor boven jan twee en voor onder jan drie. Winnen zij het spel niet, zoo verliezen zij drie schreefjes.
§ 3.Doch kan de partij, kans ziende, om zelf het spel tegen de schutters te winnen, zulks verklaren, met te zeggen: herschut, of ik herschut het. Indien hierop het spel gegeven wordt, tellen de herschutters eenvoudiglijk drie, en de schutters onder jan zijnde, vier; doch wanneer tegengespeeld wordt, altoos een schreefje weer, namelijk, voor boven jan vier, voor onder jan vijf. Het herschut behoeft niet dadelijk op het schut, maar kan ook in den verderen loop van het spel gezegd worden, doch verliest, wanneer het niet gewonnen wordt, altoos vijf schreefjes.
§ 4.Alzoo men, gelijk gezegd is, in één spel vijf schreefjes maken kan, wordt het schut-jassen gemeenlijk met eenen boom van negen schreefjes gespeeld.
Dan heeft ook het tutpurletut plaats, een verbasterd woord voor het Fransche le toutpour let out. Dit geschiedt, namelijk, wanneer de geschut hebbende partij kans ziet om, niettegenstaande het gedane herschut der anderen, het spel te winnen. Bij verlies of winst daarvan, wordt altoos door de winnende partij de geheele boom gewischt.
Alle deze gevallen kunnen plaats hebben in den loop van het gewone spel met of zonder roem; doch zullen wij duidelijkheidshalve, hier uit vele slechts een voorbeeld geven, hoe zulks geschieden kan. A, voor de hand zittende, heeft, b.v.: een derde van troefheer, met of zonder de negen, en verder handkaart, en zegt schut. B, aan de tweede hand zijnde, heeft twee vierden, waarvan eene van een aas; hij geeft dus het spel op het schut niet, doch herschut ook niet, omdat hij in zijne kaart ziet, dat er eene vijfde kan uit zijn. A, uitspelende, en slechts een derde roemende, vermeerdert voor B de kans, dat zijne vierden zullen goed zijn, en hij zegt herschut. C, vier heeren hebbende, en berekenende dat het herschut, wel is waar, zijn kan, op grond van eene vijfde, doch ook welligt op grond der twee vierden, welke hij in zijne kaart ziet in het spel te zijn, houdt het spel, zonder meer te zeggen. Wanneer B nu slechts zijne vierde roemt, kan C, niet denkende, dat juist al de mogelijke in handen zal zijn, het tutpurletut op zijne vier heeren gebruiken, en het verliezen, indien werkelijk D, achter de hand, eene vijfde van eene vrouw of boer heeft.